# 京阪電氣鐵道
京阪電氣鐵道股份有限公司（日语：／ Keihan Denki Tetsudō */?），簡稱京阪電氣鐵道、京阪電車或京阪，是日本近畿地方的鐵路業者之一，路線網分佈於大阪府、京都府與滋賀縣境內，分類為大手私鐵。登記上總公司位於大阪府枚方市岡東町173番地之1，但實際上的總部辦公室卻位於大阪府大阪市中央區大手前1丁目7番31號的大阪商品市場大樓（ ，常簡稱為「OMM大樓」）内。該公司擁有的鐵路營業里程總長88.1公里。
京阪電氣鐵道是京阪集團（京阪グループ）的核心企業，集團內的成員還包括了京阪電鐵的75家子公司，以及3家由該公司部分持股的關係企業。叡山電鐵、比叡山鐵道皆為其子公司，與京福電氣鐵道亦有所連結。

## 歷史
2024年12月3日，京阪電車宣布將於2025年10月調升票價，其平均調漲幅度為12.4%。此次漲價為該公司時隔30年來首度調整票價，而國土交通大臣已於2025年3月25日核准京阪電車調整票價的申請。
2025年3月13日，京阪電車宣布於3月17日在除了大津線外的所有路線提供普通車票的數位購票服務，並且可利用二維碼的數位車票通過加裝感應區的驗票閘口。

## 路線列表
| 路線記號   | 中文線名 | 日文線名        | 首末站                | 首末站                | 长度（km） |
| ---------- | -------- | --------------- | --------------------- | --------------------- | ---------- |
| 京阪線     |          |                 |                       |                       |            |
|            | 京阪本線 |                 | 淀屋橋（KH-01）       | 三條（KH-40）         | 49.3       |
| 鴨東線     |          | 三條（KH-40）   | 出町柳（KH-42）       | 2.3                   |            |
| 中之島線   |          | 中之島（KH-54） | 天滿橋（KH-03）       | 3.0                   |            |
| 交野線     |          | 枚方市（KH-21） | 私市（KH-67）         | 6.9                   |            |
| 宇治線     |          | 中書島（KH-28） | 宇治（KH-77）         | 7.6                   |            |
| 鋼索線     |          | 八幡市（KH-80） | 八幡宮山上（KH-81）   | 0.4                   |            |
| 大津線     |          |                 |                       |                       |            |
|            | 京津線   |                 | 御陵（T-08）          | 琵琶湖濱大津（OT-12） | 7.5        |
| 石山坂本線 |          | 石山寺（OT-01） | 坂本比叡山口（OT-21） | 14.1                  |            |

## 車輛
2024年10月25日，京阪電車宣布將在2024年度至2026年度增加67列京阪13000系電聯車，以便逐步汰換老舊的鋼製電聯車。

### 現有車輛

#### 京阪線

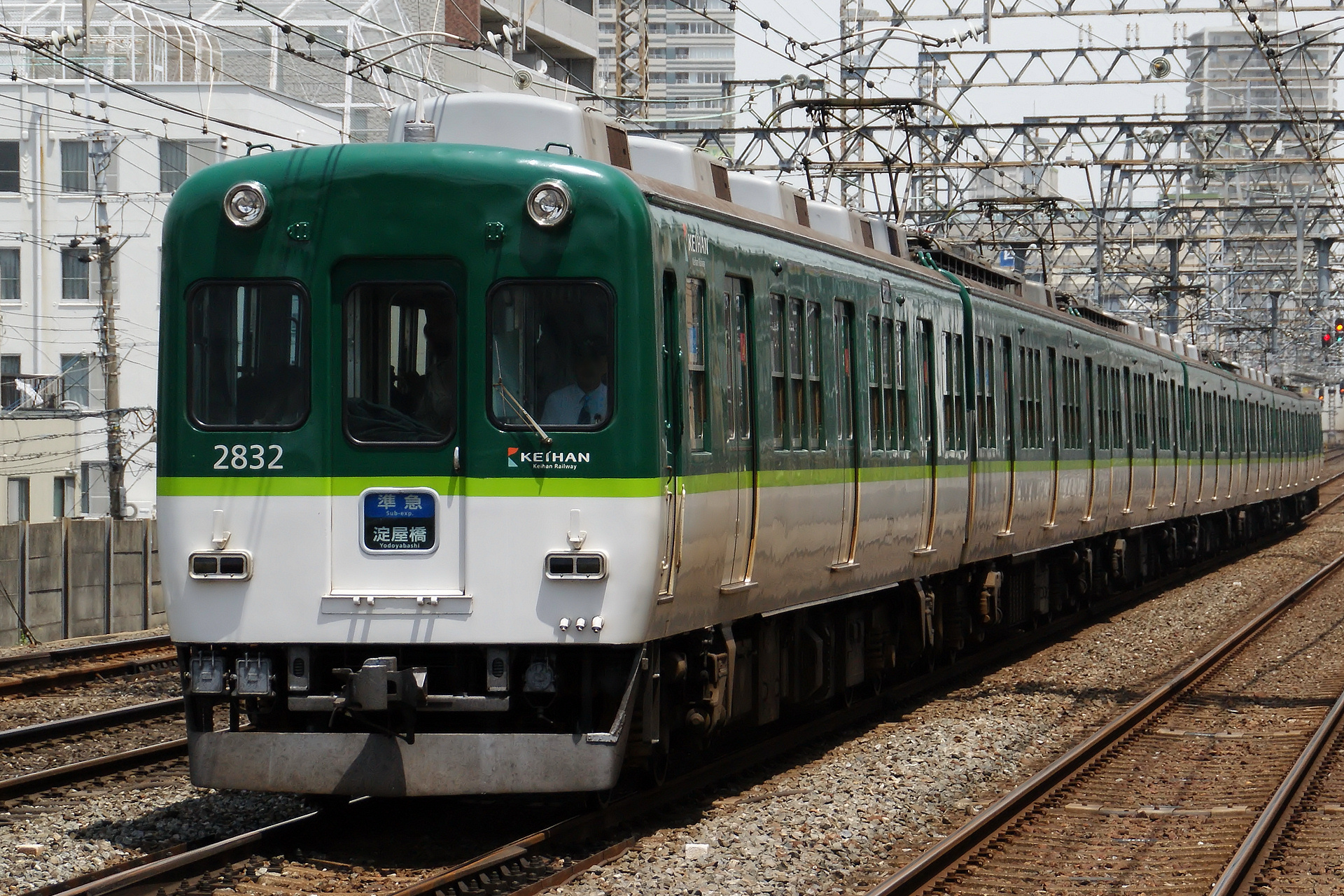
8000系
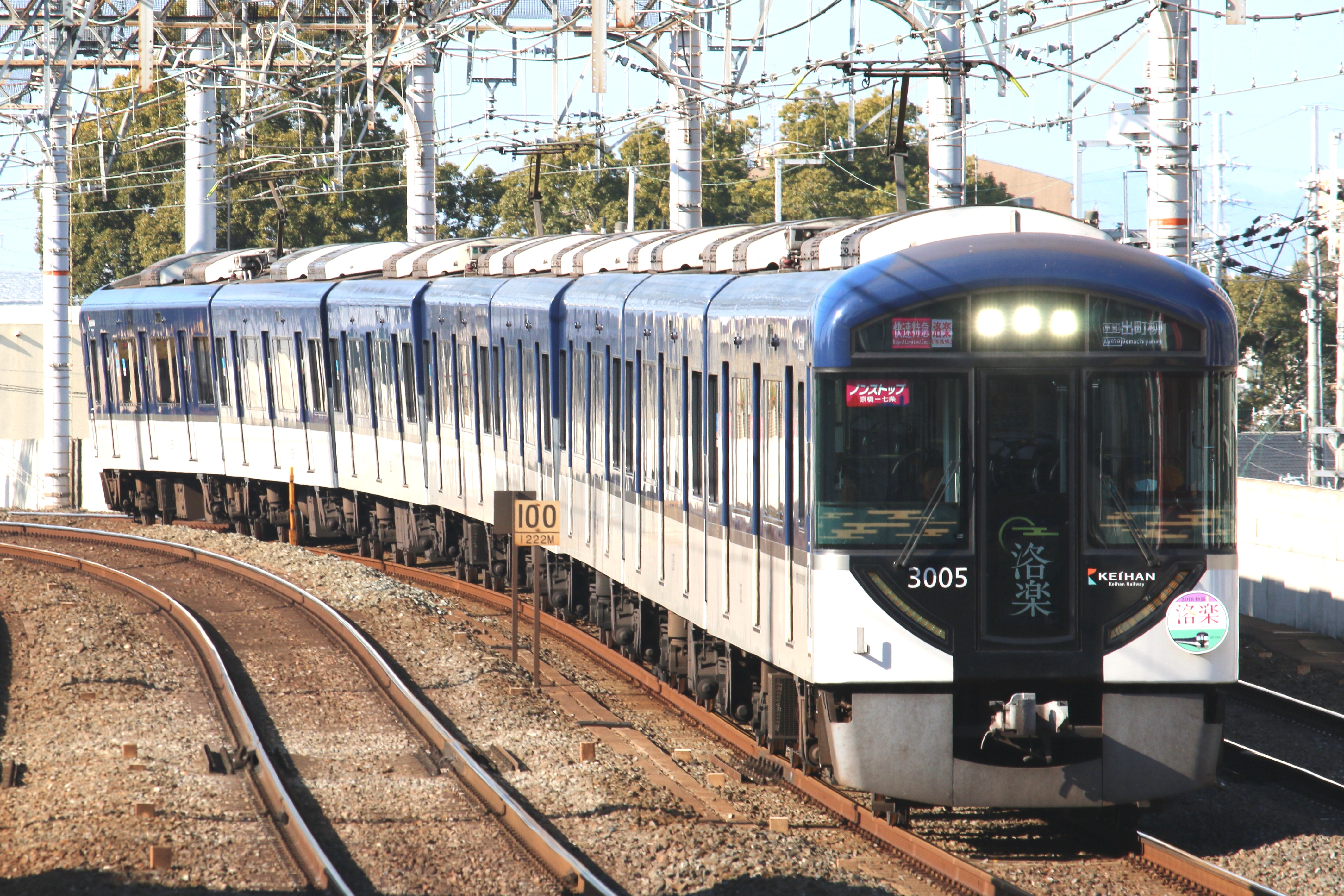
3000系（2代）
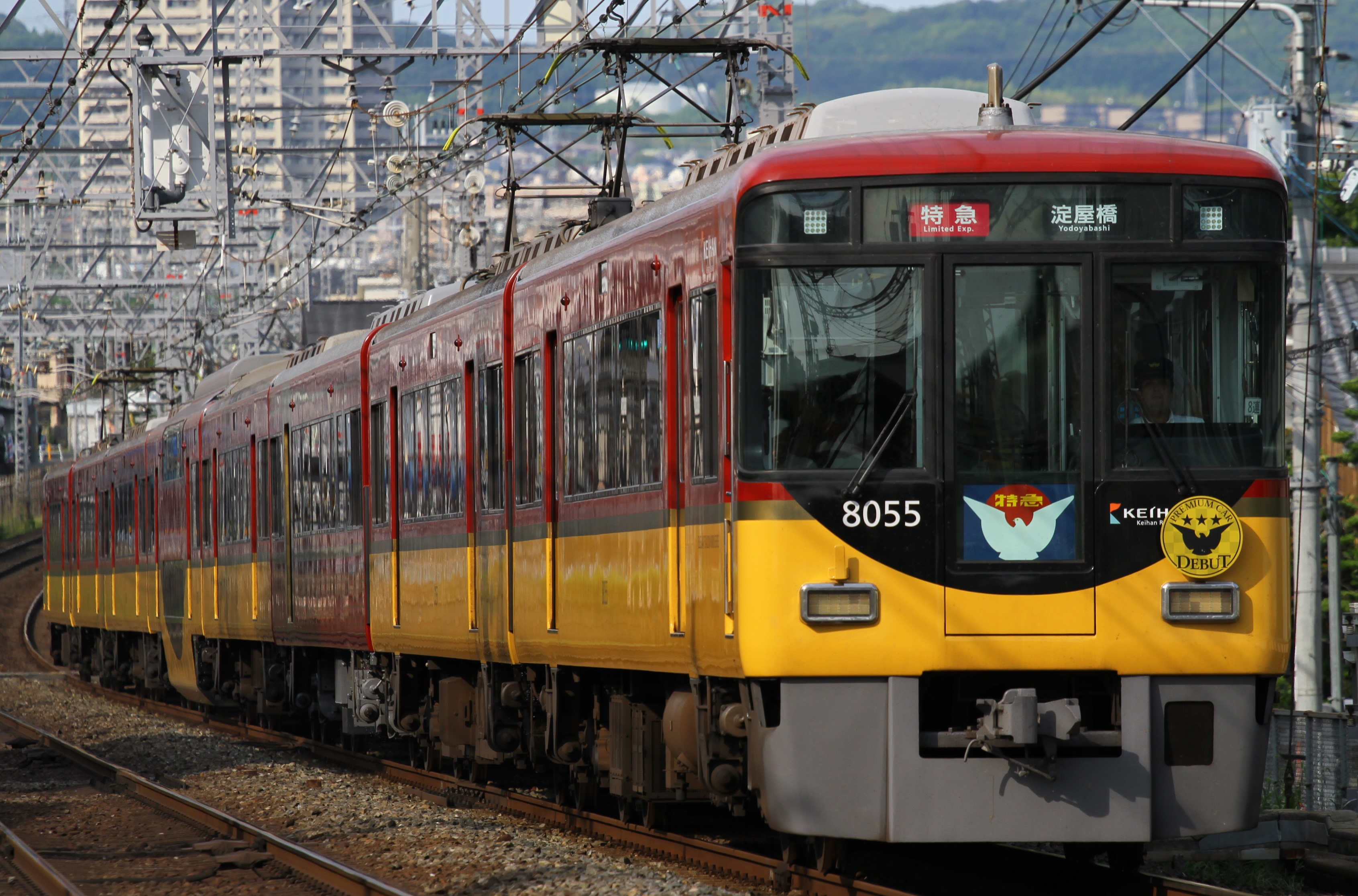
10000系
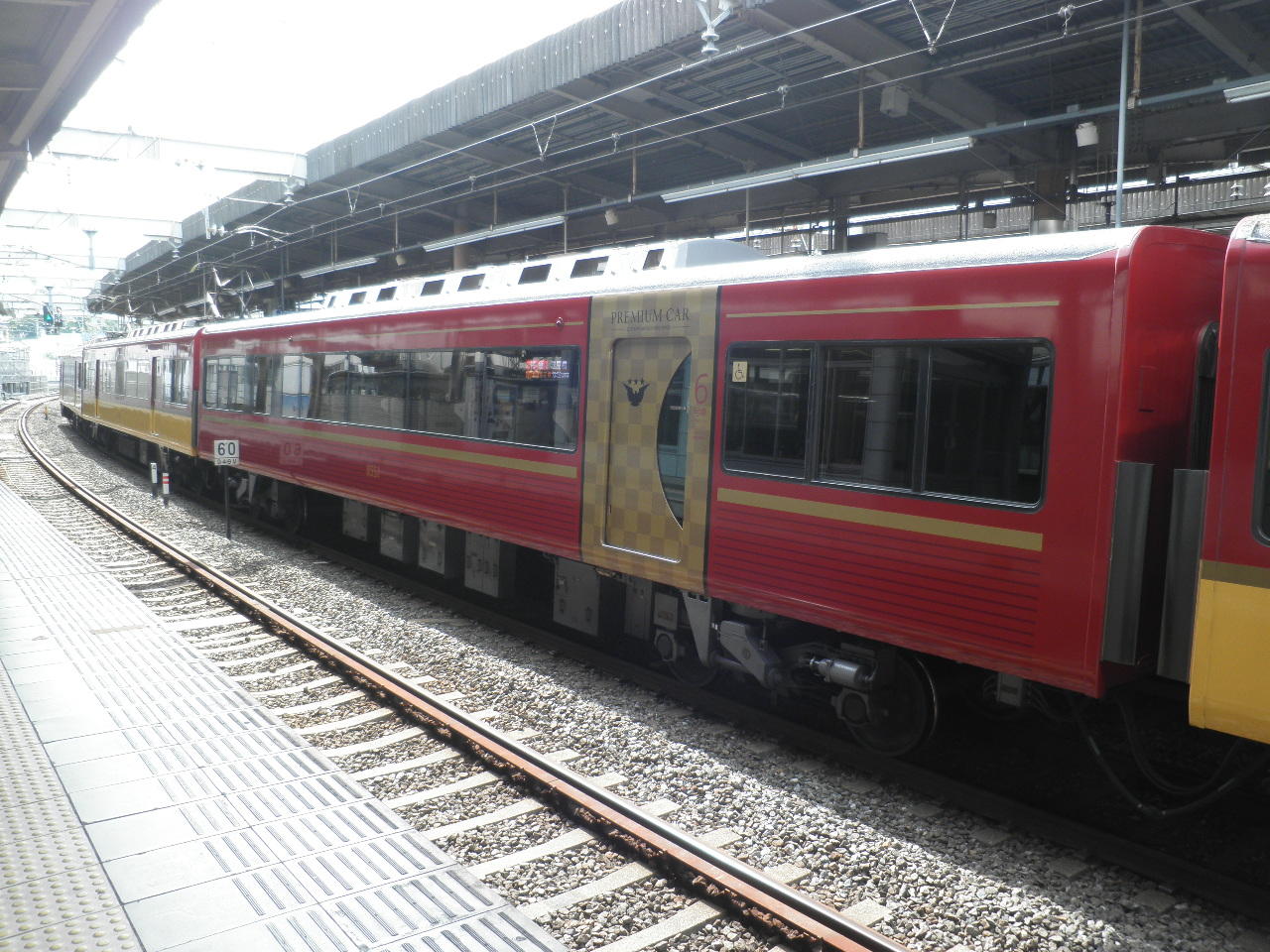
8000系 特別車 （プレミアムカー）
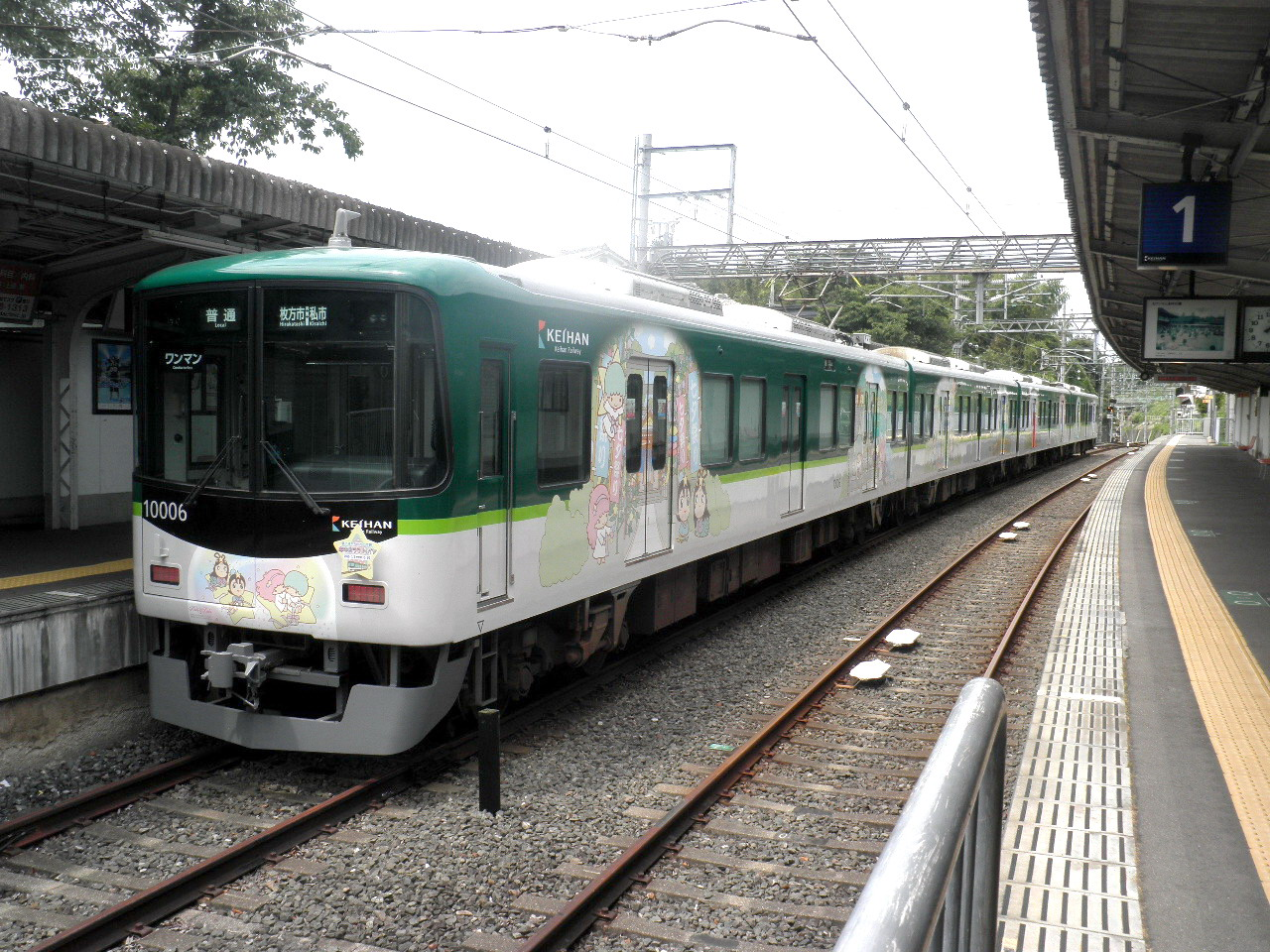
9000系
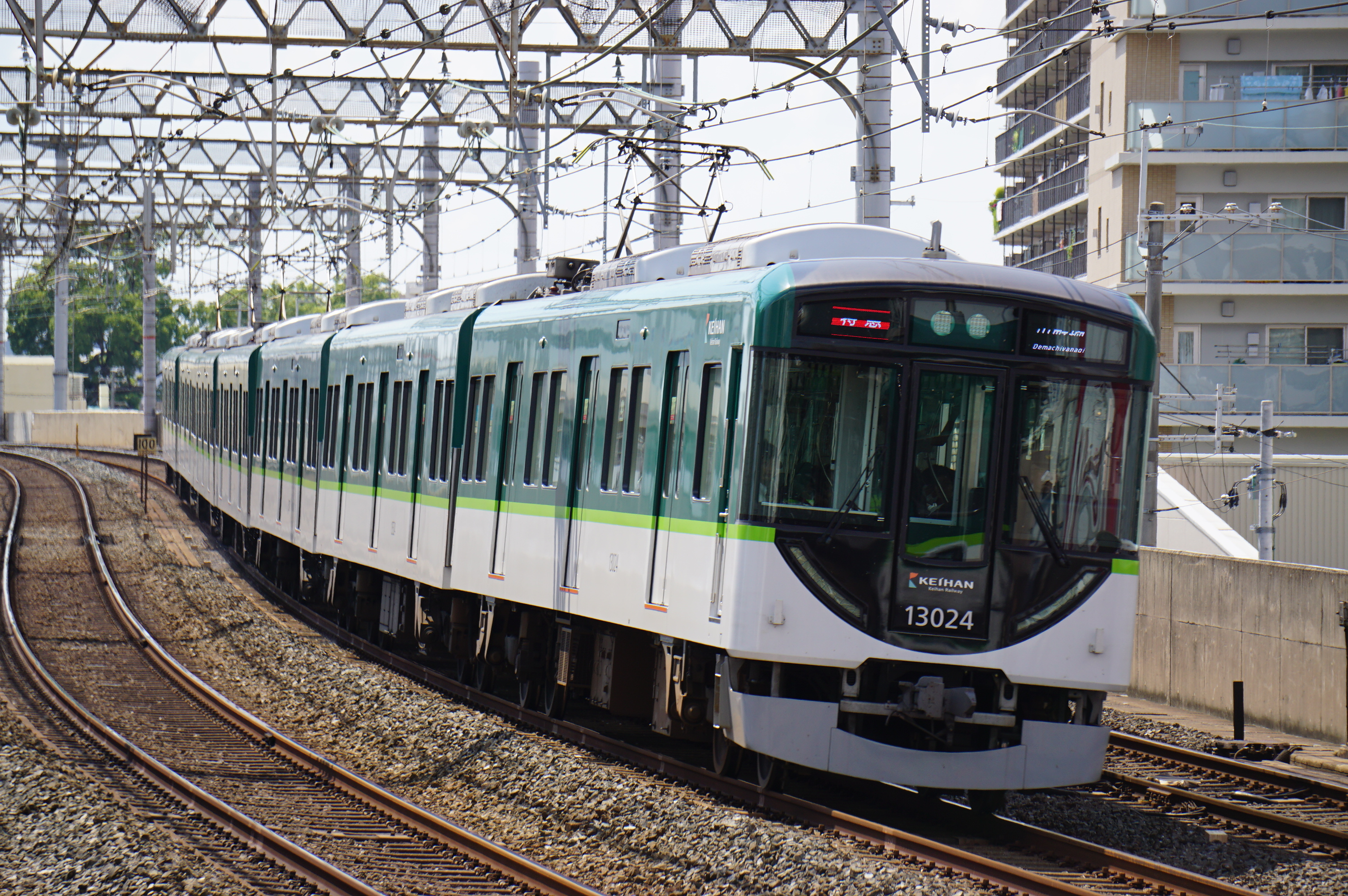
7200系
- 7000系
- 6000系
- 5000系
- 2600系
- 2400系
- 2200系
- 1000系（3代）
- 13000系

- 2600系
- 3000系
- 8000系
- 8000系 特別車
（プレミアムカー）
- 10000系
- 13000系

#### 鋼索線
- 1・2號（2代）

#### 大津線
- 800系（2代，京津線・京都市營地下鐵東西線直通用）
- 700形（3代，石山坂本線用）
- 600形（3代，石山坂本線用）

### 過去車輛

#### 京阪線
- 1型
- 16號（貴賓車）
- 100型
- 200型
- 300型（初代，初代1000型）
- 500型（初代，舊1500型）
- 600型（初代，舊1550型）
- 700型（初代，舊1580型）
- 1000系（2代）
- 250型
- 1300系
- 1700系（元特急用）
- 1800系（初代，元特急用）
- 1650型
- 2000系（スーパーカー）
- 600系（2代）
- 700系（2代）
- 1800系（2代）
- 1900系（元特急用）
- 8000系30番台（舊3000系（初代））[14]

#### 鋼索線
- 1・2号（初代）

#### 大津線
- 80型（初代）
- 10型
- 20型
- 30型
- 50型
- 60型（びわこ号）
- 70型
- 80形
- 800型（初代）
- 260形
- 300型（2代）
- 350形
- 500形（2代）

## 外部連結
- 京阪電車官方網站 （页面存档备份，存于）（日語）
  - 京阪電車沿線情報（御京阪網） （页面存档备份，存于）（日語）
  - 京阪電車大津線官方網站 （页面存档备份，存于）（日語）
  - e-kenet PiTaPa官方網站（页面存档备份，存于）（京阪電車智慧票卡）（日語）